# Dorian Nicolle
Dorian Nicolle (12 oktober 1994) is een Frans tafeltennisser die in Nederland heeft gespeeld voor het Zoetermeerse Taverzo.

## Sportloopbaan
Nicolle komt uit een tafeltennisfamilie. Zijn moeder kwam uit voor het Franse nationale team en was coach bij Luneville, de vereniging waar ook zijn grootmoeder speelde. Als vierjarige ging hij al mee naar de club waar hij het spelletje leuk vond en al snel dagelijks speelde.

## Erelijst
| Jaar | Prestatie                     | Categorie                       |
| ---- | ----------------------------- | ------------------------------- |
| 2014 | 3e plaats Frans kampioenschap | Herendubbel senioren            |
| 2008 | 3e plaats Frans kampioenschap | Cadetten                        |
| 2008 | Europees kampioen             | Landenteams cadetten            |
| 2007 | Frans vice kampioen           | France minimal                  |
| 2007 | Frans kampioen cadetten       | enkel en dubbel                 |
| 2007 | Europees vice kampioen        | Junioren                        |
| 2006 | Frans vice kampioen           | France minimal, enkel en dubbel |